# Nocera Superiore
Nocera Superiore és un municipi italià, situat a la regió de Campània i a la província de Salern. El 2025 tenia una població estimada de 23.495 habitants.